# CD-Player

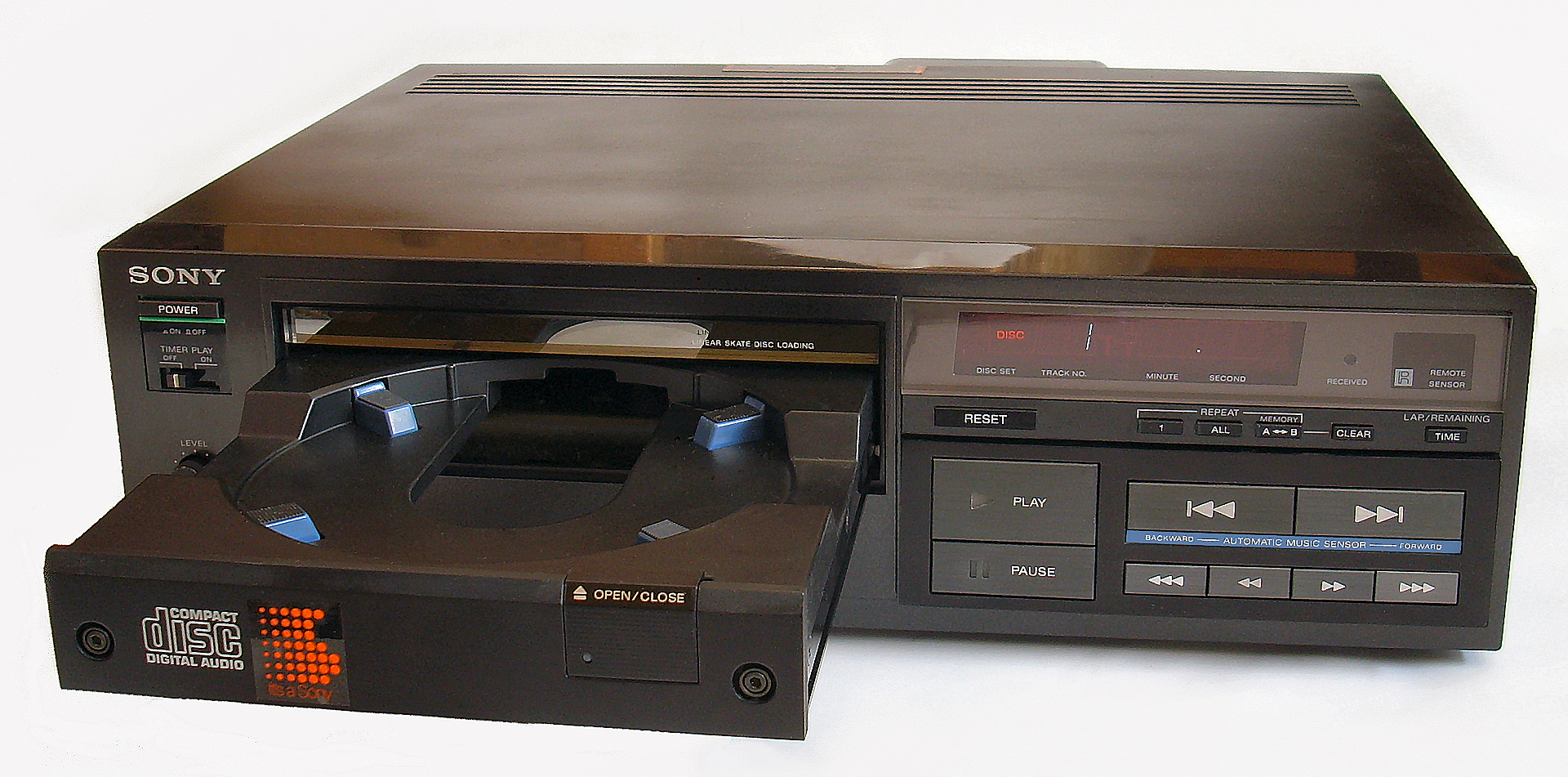
Sony CDP-101

CD-Player-ul este un dispozitiv electronic care redă CD-uri în format audio. Acestea se regăsesc în combine audio, sisteme audio pentru mașini și PC-uri. Majoritatea CD-Playerelor pot reda fișiere în format MP3, AAC și WMA. Funcția de redare audio a fost preluată de CD-ROM/DVD-ROM, DVD player și consolele de jocuri.
Sony a lansat CD Player-ul CDP-101 în 1982 utilizând un sistem cu tray retractabil pentru CD. Din cauză că era ușor de folosit și produs, cele mai multe CD playere urmează același model. Totuși sunt și câteva excepții importante, cum ar fi ridicarea capacului prin apăsarea unui buton.